# Tukane (Gattung)

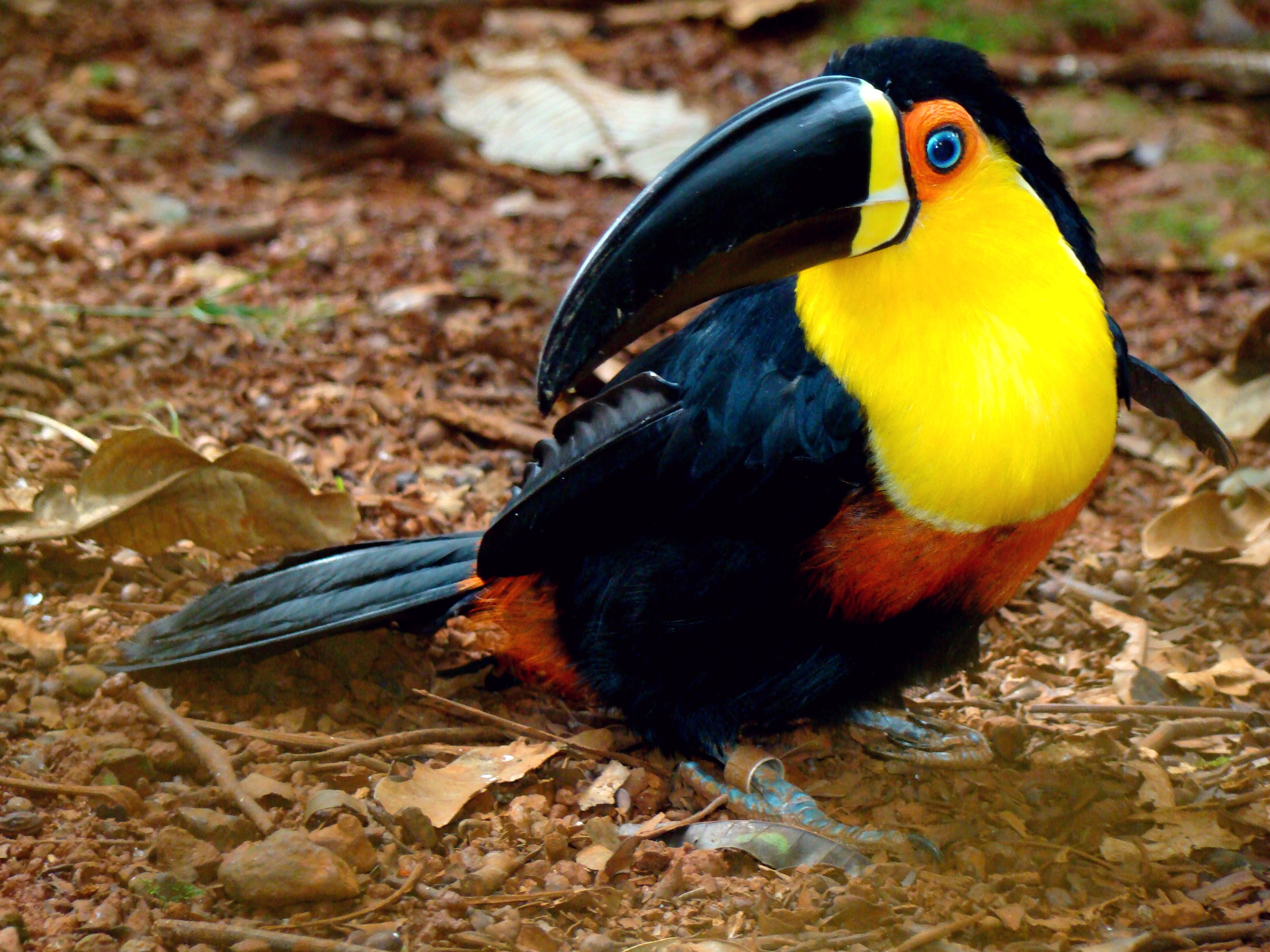
Dottertukan, Unterart R. v. ariel

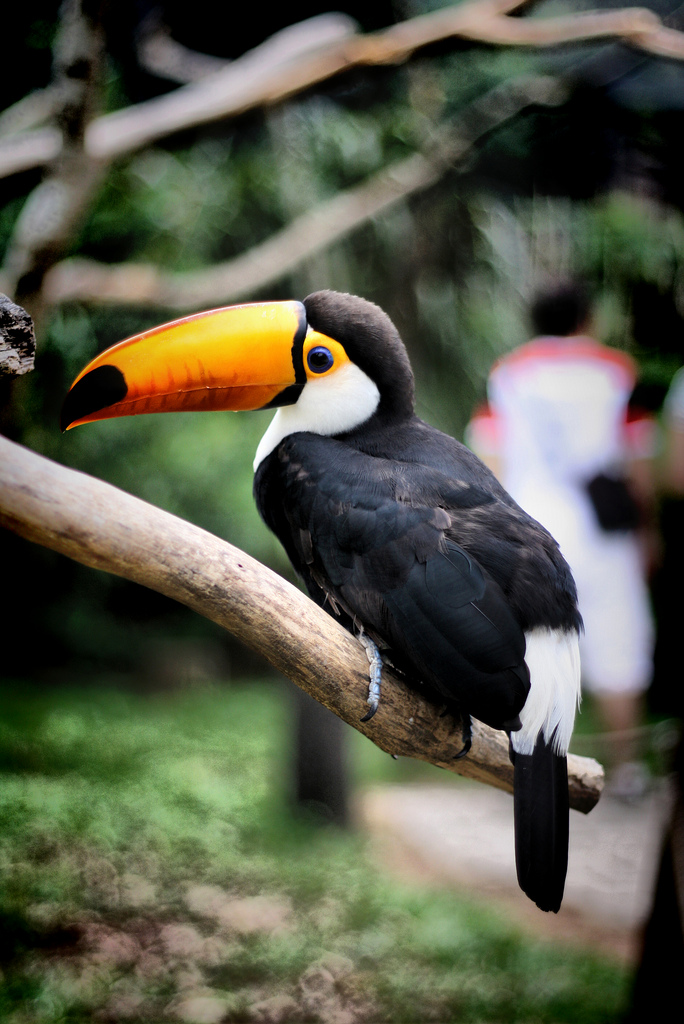
Riesentukan

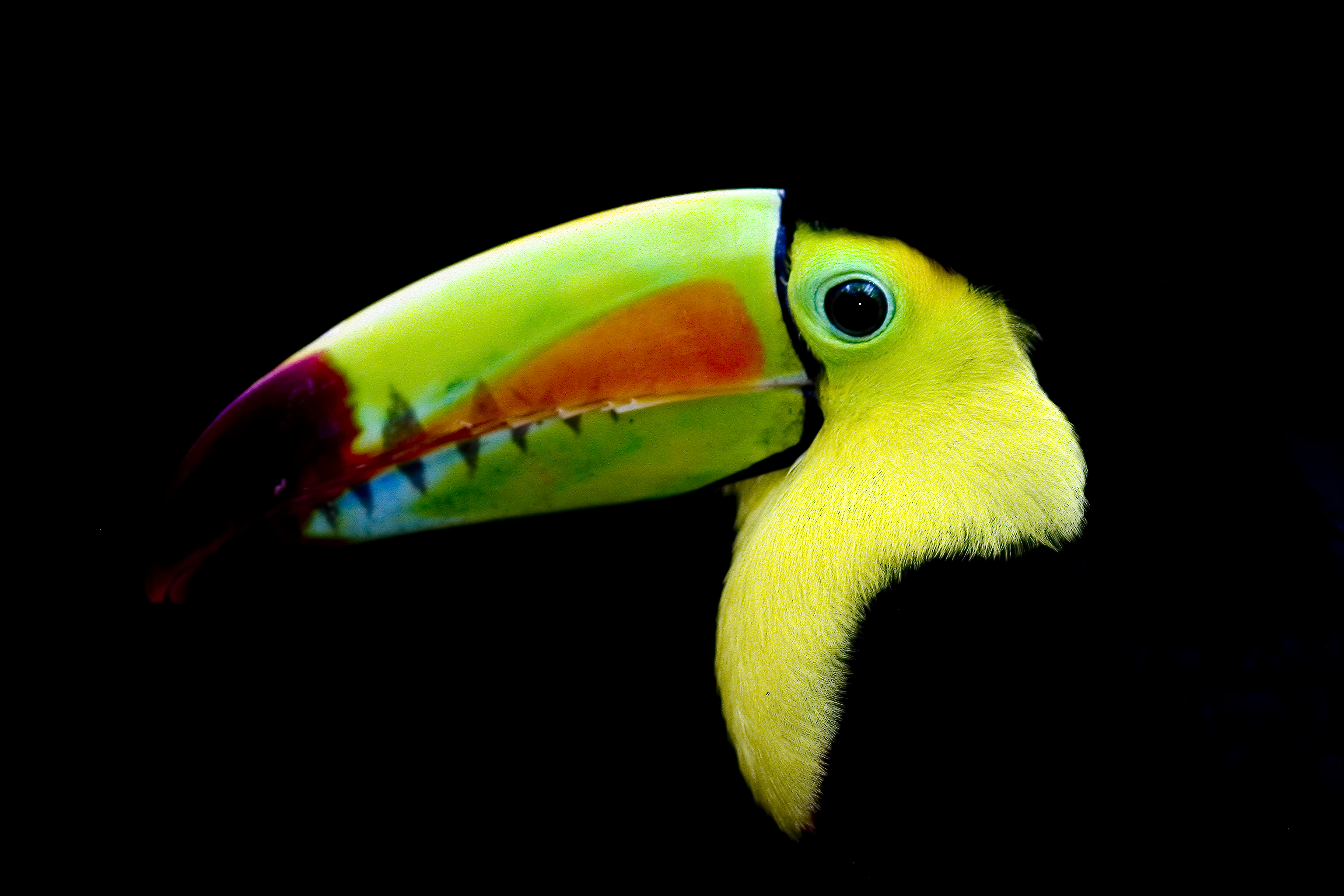
Fischertukan, Kopfstudie

Die Tukane (Ramphastos) sind eine Gattung innerhalb der Familie der Tukane. Sie kommen ausschließlich in Zentral- und Südamerika vor. Es handelt sich um große Vögel mit sehr auffälligen, zum Teil sehr bunt gefärbten Schnäbeln. Sie gehören zu den Charaktervögeln ihrer jeweiligen Region.
Die Anzahl der Arten ist noch nicht abschließend geklärt; auf Grund der sehr unterschiedlichen Gefieder- und Schnabelfärbung unterschied man früher bis zu 14 oder 15 Arten. Mittlerweile werden einige früher als selbständige Arten beschriebene Tukane wie der Zitronentukan, der Kulmtukan und der Cuvier-Tukan als Unterarten eingeordnet. Die IUCN zählt derzeit acht eigenständige Arten, die sie alle als ungefährdet (least concern) einstuft. Von den meisten Arten liegen keine genauen Bestandszahlen vor, sie sind aber alle mindestens noch regional häufig.

## Erscheinungsbild
Charakteristisch für Tukane ist ein überwiegend schwarzes Gefieder auf der Körperoberseite. Das schwarze Gefieder erstreckt sich bei allen Arten vom Oberkopf bis zum Rumpf und Schwanz. Ausnahmen stellen der Goldkehltukan und der Küstentukan dar, bei denen die Federn vom Oberkopf bis etwa zur Mitte des Rückens ebenfalls schwarz sind, aber eine dunkel rotbraune Federspitze haben. Bei allen Arten ist die Oberschwanzdecke und die Unterschwanzdecke nicht schwarz, sondern entweder weiß, rot oder orange gefärbt. Die untere Gesichtshälfte, die Kehle und große Teile der Brust weisen eine gelbe oder weiße Färbung auf. Die übrige Körperunterseite ist in der Regel schwarz, beim Bunttukan sind auch weite Teile des Bauchs rötlich gefiedert. Der Schwanz ist meist gerade, bei einigen Arten aber auch etwas abgerundet. Er ist kaum drei Viertel so lang wie die Flügel.
Den längsten Schnabel unter den Tukanen weist der Riesentukan auf. Die Männchen der Nominatform haben eine Schnabellänge von durchschnittlich 20 Zentimetern, die Schnabellänge der Unterart Ramphastos toco albogularis ist mit 18,7 Zentimeter etwas kleiner. Weibchen der Riesentukane haben bei beiden Unterarten grundsätzlich etwas kleinere Schnäbel. Bei den Weibchen der Nominatform beträgt die Schnabellänge durchschnittlich 17,9 Zentimeter.
Der Oberschnabel ist bei allen Arten der Gattung stark gebogen, der Unterschnabel kann bei einzelnen Arten wie beispielsweise dem Dottertukan auch eine fast gerade Form haben. Die Schnäbel sind sehr verschieden gefärbt. Den buntesten Schnabel unter den Tukanen weisen der Dotter- und der Fischertukan auf. Bei diesen beiden Art ist je nach Unterart der Schnabel grünlich, orange, rotbraun, bräunlich und schwarz gefärbt.
Der Bunttukan ist die kleinste Art der Gattung Ramphastos. Die Männchen des Bunttukans haben eine Flügellänge von 17,7 bis 19,0 Zentimeter. Der Schnabel misst zwischen 9,67 und 10,70 Zentimeter und sie wiegen etwa 283 Gramm. Weibchen haben eine Flügellänge von 17,3 bis 19,0 Zentimeter, eine Schnabellänge von 7,93 bis 9,15 Zentimeter und wiegen zwischen 265 und 400 Gramm.

## Verbreitungsgebiet und Lebensraum
Ramphastos-Arten kommen vom Norden Zentralamerikas bis in den Süden Südamerikas vor. Die am weitesten im Süden vorkommende Art ist der Bunttukan, der teilweise südlich des 30. südlichen Breitengrades vorkommt. Die Mitglieder dieser Gattung sind normalerweise waldbewohnende Arten. Der Riesentukan ist die einzige Tukanart, die auch halboffenes Gelände besiedelt. Besiedelt werden überwiegend feuchte, tropische bis subtropische Wälder. Sie kommen überwiegend im Tiefland vor, einige Arten besiedeln aber auch die unteren Höhenlagen der Anden.  

## Lebensweise
Ramphastos-Arten werden in der Regel einzeln, paarweise oder in kleinen Trupps beobachtet. Es sind Allesfresser, in deren Ernährung jedoch der Anteil von Früchten überwiegt. Fruchttragende Bäume, in denen sie fressen, werden in der Regel gegenüber anderen Vögeln energisch verteidigt. Da sie die größeren Samen fallen lassen und kleinere Samen unverdaut in ihrem Kot ausscheiden, spielen sie eine wichtige Rolle bei der Verbreitung von Pflanzenarten. Der Goldkehltukan trägt beispielsweise wesentlich zur Verbreitung des Talgmuskatnussbaums bei. 45 Prozent der Samen dieses Baums, die von Vögel gefressen werden, entfallen auf den Goldkehltukan. Alle Arten fressen aber auch tierische Nahrung. Dazu zählen in der Regel Insekten, Spinnen, Eidechsen, Schlangen sowie gelegentlich kleine Säugetiere. Tukane rauben außerdem regelmäßig die Gelege anderer Vogelarten aus. Bei in Gefangenschaft gehaltenen Tukanen hat man mehrfach beobachtet, wie sie auf kleinere Singvogelarten Jagd machen. Der Goldkehltukan wurde dabei beobachtet, wie er ein Doppelzahnweihen-Weibchen vom Nest vertrieb, um anschließend das Gelege zu fressen. Auch eine gemeinschaftliche Jagd mit dem Partnervogel nach Eidechsen wurde bei dieser Art beobachtet.
Tukane sind Höhlenbrüter, die gewöhnlich natürliche Baumhöhlen nutzen. Beide Elternvögel sind an der Brut und der Aufzucht der Jungvögel beteiligt.

## Arten
Die folgenden Arten werden zur Gattung Ramphastos gezählt:
- Fischertukan (R. sulfuratus)
- Küstentukan (R. brevis)
- Bunttukan (R. dicolorus)
- Swainson-Tukan (R. swainsonii)
- Goldkehltukan (R. ambiguus)
- Weißbrusttukan (R. tucanus), drei Unterarten, darunter der früher als eigenständige Art geführte Cuvier-Tukan (R. tucanus cuvieri)[2]
- Riesentukan (R. toco)
- Dottertukan (R. vitellinus)
  - Orangekehltukan (R. vitellinus ariel)
  - Zitronentukan (R. vitellinus citreolaemus)
  - Kulmtukan (R. vitellinus culminatus)

## Belege